# SDSS J0849+1114
SDSS J0849+1114 (SDSS J084905.51+111447.2) là sự hợp nhất thiên hà giai đoạn cuối của ba thiên hà nằm trong chòm sao Cự Giải. Các thiên hà này nằm cách Trái Đất 1,06 tỷ năm ánh sáng khi quan sát tại độ dịch chuyển đỏ đạt 0,077. Đây là nhân thiên hà hoạt động (AGN) theo bộ ba đầu tiên trong nghiên cứu Khảo sát Bầu trời Kỹ thuật số Sloan công bố năm 2011. Các nhà thiên văn học còn phát hiện ra rằng tổ hợp này chứa ba lỗ đen siêu khối lượng nằm ở trung tâm.

## Đặc điểm
SDSS J0849+1114 gồm ba thiên hà xoắn ốc tương tác gần nhau, tất cả các thiên hà này đều có dấu hiệu biến dạng. Dấu hiệu đuôi thủy triều cho thấy sự hợp nhất này đang ở giai đoạn cuối. Nhân thiên hà trong SDSS J0849+1114 được coi là nhân thiên hà hoạt động. Các thiên hà được phân loại là Seyfert loại 2 theo quan sát phổ theo kỹ thuật quang phổ khe dài (long-slit spectroscopy) tại Đài quan sát Apache Point. Trong một nghiên cứu về nhân thiên hà hoạt động theo bộ ba, SDSS J0849+1114 vừa thỏa mãn tiêu chí đó, cũng vừa thỏa mãn tiêu chí nhân thiên hà Seyfert theo bộ ba đầu tiên được biết đến. Ngoài ra, hệ ngân hà này được phân loại là thiên hà hồng ngoại sáng với độ sáng từ 8-1000 μm.
Theo một nghiên cứu đăng vào năm 2022, nhân thiên hà chính của SDSS J0849+1114 mạnh hơn so với nhân thứ hai và nhân thứ ba. Các bằng chứng khác cũng chỉ ra rằng nó có một cái cột sáng hai mặt (tạm dịch từ double-sided astrophysical jet) với hướng thay đổi 20 bậc tự do, giải thích mômen động lượng của hố đen có thể bị thay đổi do sự bồi tụ tăng cường trong quá trình sáp nhập. Nhân thứ hai không có phát xạ vô tuyến ở mọi tần số, nhân thứ ba cũng có cột sáng hai mặt nhưng quan sát thấy thùy vô tuyến (radio lobe) đang mở rộng. Năng lượng bên trong của thùy ước tính 5,0 × 1055 erg. Hơn nữa, quan sát hệ này còn thấy được các thành phần đĩa (disc) và chồi (budge) đang mở rộng, trong đó nhân thiên hà thứ hai và thứ ba có dấu hiệu bị tước thủy triều (tidal stripping) bởi nhân chính.

## Lỗ đen siêu khối lượng
Ba lỗ đen siêu khối lượng trong SDSS J0849+1114 được phát hiện va chạm với nhau với khoảng cách chỉ từ 10.000 đến 30.000 năm ánh sáng. Tất cả chúng đều được bao quanh bởi cấu trúc khí và bụi. Ba lỗ đen này có khối lượng lần lượt là là ~1011,3 M☉, 106,4 M☉ và 106,7 M☉ . Theo Đài quan sát tia X Chandra và NuSTAR, có một lượng lớn vật chất liên sao bao quanh vòng xuyến của một trong các lỗ đen đó. Ước tính các lỗ đen từ ba thiên hà hợp nhất sẽ hình thành một hệ thống lỗ đen bộ ba liên kết hấp dẫn trong vòng vài tỷ năm.